# Schloss Erpernburg

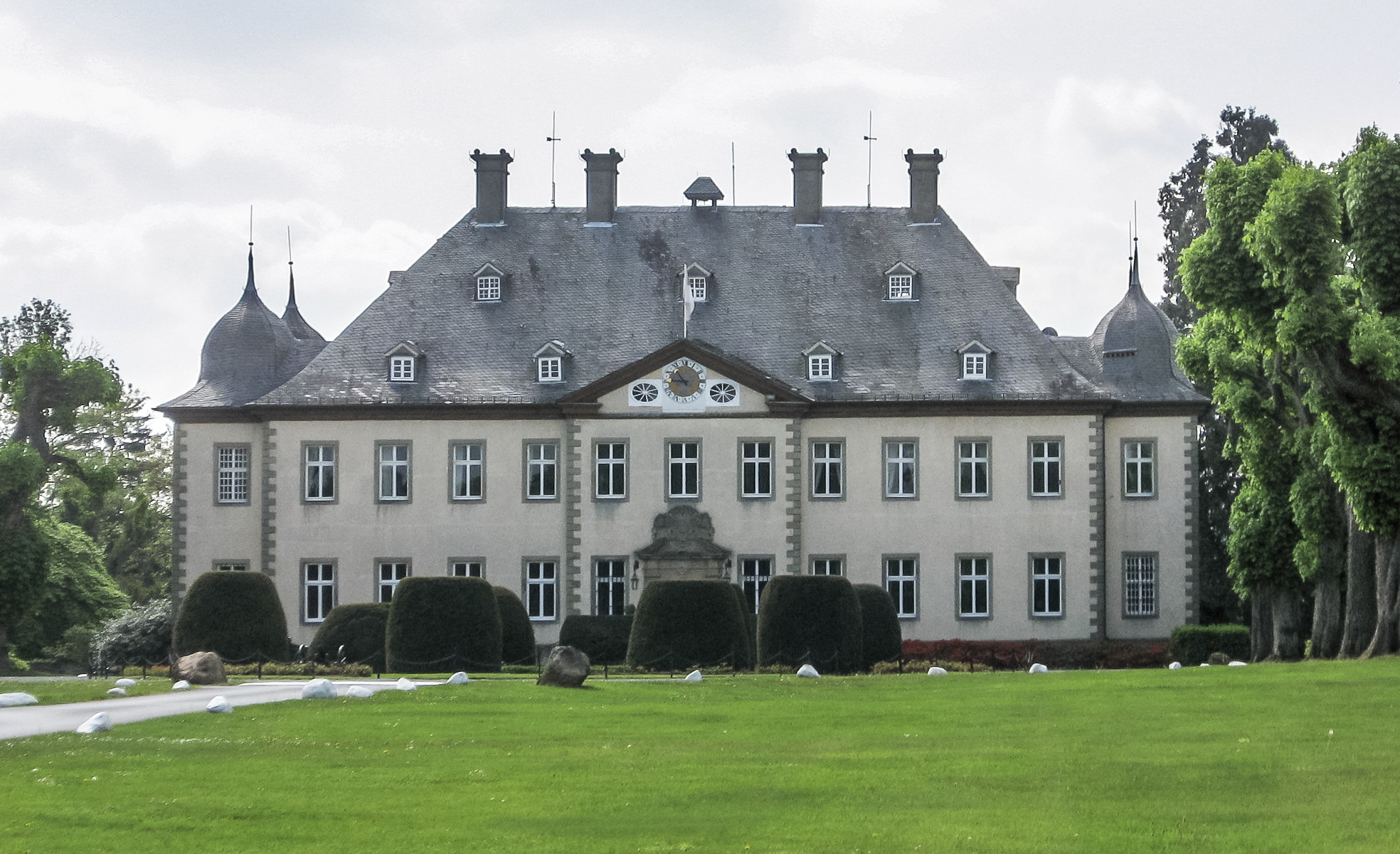
Schloss Erpernburg, 2013

Das Schloss Erpernburg liegt etwa sechs Kilometer nordöstlich der nordrhein-westfälischen Stadt Büren im Ortsteil Brenken oberhalb des Almetales.

## Geschichte

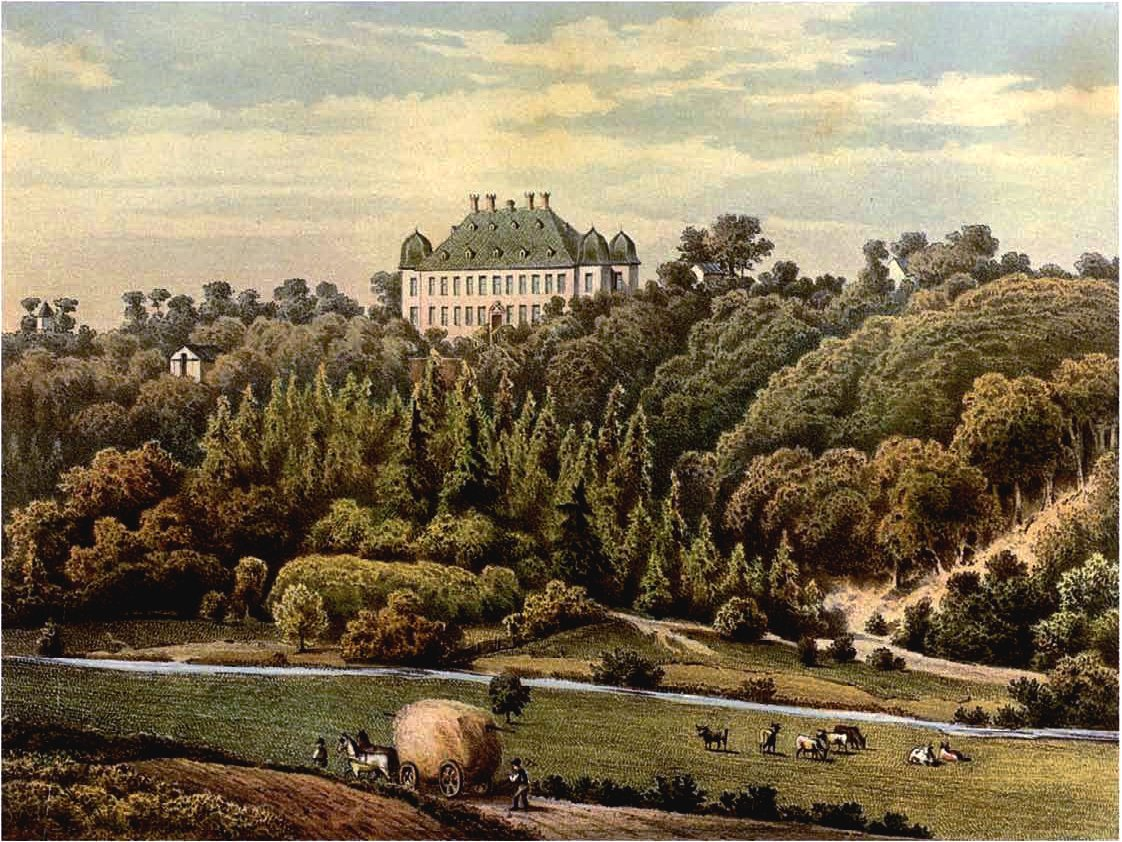
Schloss Erpernburg um 1860, Sammlung Alexander Duncker

Zu Anfang des 16. Jahrhunderts hatten die aus dem Dorf Brenken stammenden Herren von und zu Brenken durch Pfandeinlöse ihre lange benutzten Häuser auf der Wewelsburg verloren. Reineke von Brenken, der 2/4 der Brenkenschen Anteile besaß, bezog 1515 durch Einheirat in die Familie von Imbsen die Alte Burg in Wewer bei Paderborn. Philipp erhielt den Bruchshof in Brenken und sein jüngerer Bruder Georg baute mit Erlaubnis des Bischofs auf der Anhöhe über der Alme die Erpernburg, die er jedoch nur kurz bewohnte. 1622 im Dreißigjährigen Krieg und bei einem Brand im Jahre 1684 wurde die Burg dann so stark beschädigt, dass sie nicht wieder aufgebaut wurde. Die 1550 gebaute Burg auf der Brede, auch Niederburg genannt, war schon im Dreißigjährigen Krieg zerstört worden. Um 1712 begann schließlich unter dem aus Wewer stammenden Nachkommen des Reineke von Brenken, Ferdinand Freiherr von und zu Brenken, später verheiratet mit Juliane Gräfin von Westfalen, der Bau von Schloss Erpernburg. Das zweigeschossige, verputzte Herrenhaus mit Walmdach und den vier angefügten Turmvorbauten wurde zwischen 1712 und 1723 errichtet. Als Maurermeister wurde in den Bauakten Nikolaus Wurmstich genannt. Fünf Jahre später errichtete man nach Plänen des Paderborner Baumeisters Daniel Gottlieb Schleich an der Gartenseite des Herrenhauses die Orangerie. Der Umbau der barocken Orangerie in einen klassizistischen Gartenpavillon erfolgte 1833. Das westliche der nördlich an das Schlossgebäude anschließenden Nebengebäude ist in das Jahr 1804 datiert. Die Gebäude des östlich anschließenden Wirtschaftshofes stammen aus dem 18.–20. Jahrhundert. Zum Komplex gehören ebenfalls eine Loretokapelle aus dem Jahr 1736 und ein Erbbegräbnis mit Grabplatten aus dem 16./17. Jahrhundert. In Schloss Erpernburg hat die mit der Familie von und zu Brenken verwandte Dichterin Annette von Droste-Hülshoff sich mehrfach aufgehalten. Die nicht öffentlich zugängliche Anlage ist auch heute noch im Besitz des Adelsgeschlechts der Freiherren von und zu Brenken.